# Saint-Franchy
Saint-Franchy är en kommun i departementet Nièvre i regionen Bourgogne-Franche-Comté i de centrala delarna av Frankrike. Kommunen ligger i kantonen Saint-Saulge som tillhör arrondissementet Nevers. År 2022 hade Saint-Franchy 80 invånare.

## Befolkningsutveckling
Antalet invånare i kommunen Saint-Franchy
| Referens: INSEE |